# Joodse begraafplaats (Vught)

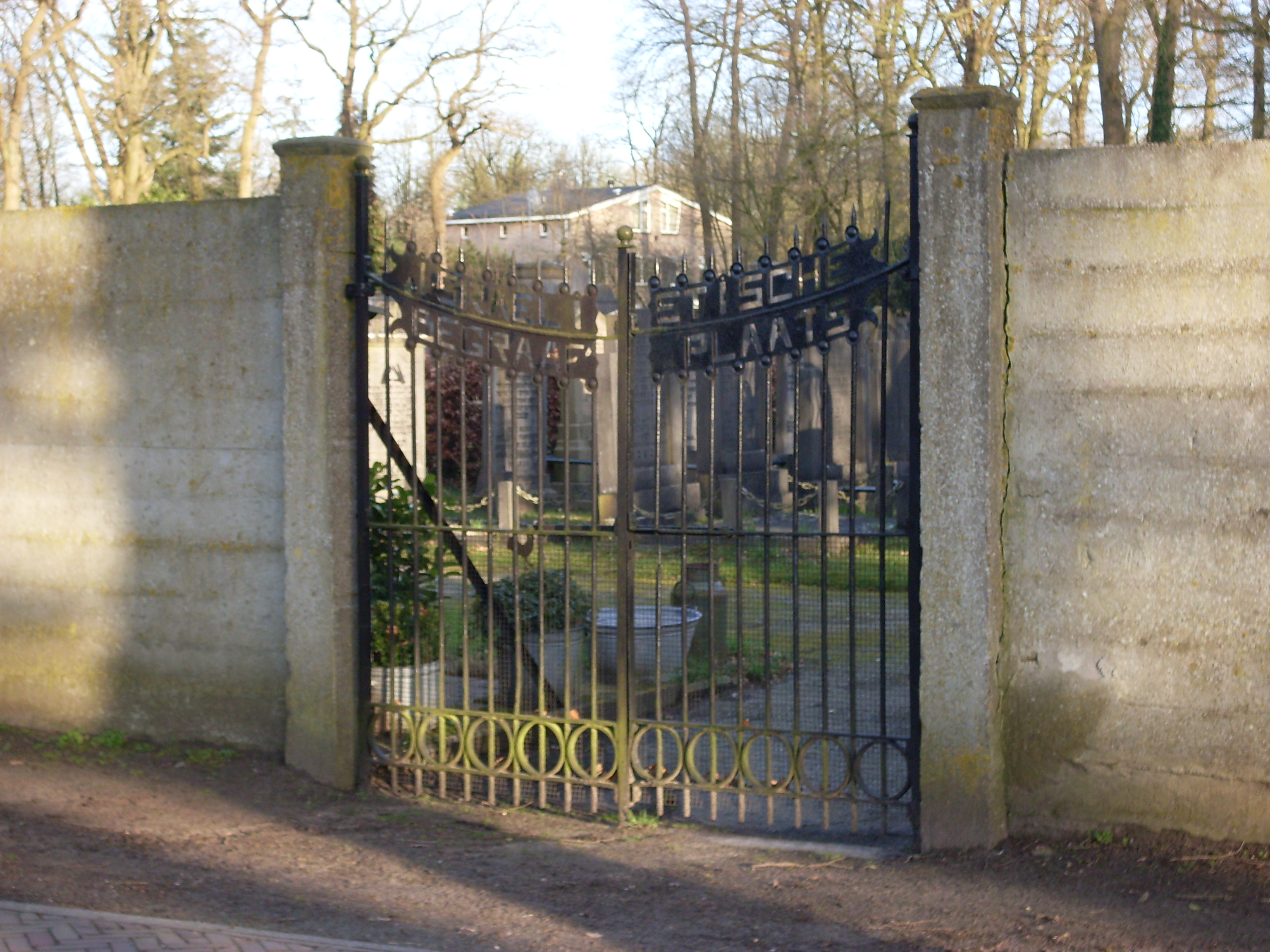
Toegangspoort tot de Joodse begraafplaats van Vught

De Joodse begraafplaats van Vught in de Nederlandse provincie Noord-Brabant is gelegen aan de Berkenheuveldreef.
Vught heeft nooit een zelfstandige joodse gemeente gehad. De begraafplaats behoorde toe aan de joodse gemeenschap van 's-Hertogenbosch maar is nu in beheer van de Nederlands-Israëlitische Hoofdsynagoge (NIHS) Brabant - Joodse Gemeente Eindhoven. De begraafplaats is in gebruik sinds 1771, maar pas in 1790 kregen de joden van Den Bosch officieel toestemming hier hun doden te begraven, nadat ze al verschillende malen om een eigen begraafplaats hadden verzocht.
Volgens de website van de Nederlandse Kring Joodse genealogie zijn er 82 grafstenen bewaard. Dat is onjuist. Het boek "Verborgen in Brabantse bodem" (zie bron) noemt een aantal van 435, plus een aantal herdenkingsstenen. Hier zijn dus geen mensen begraven. De begraafplaats is volledig ommuurd en niet toegankelijk.
Op het station van Vught werd in 1984 een door Otto Treumann ontworpen monument onthuld ter nagedachtenis van de vandaar weggevoerde joden. Verder is Vught bekend om Kamp Vught.